# 21118 Hezimmermann
21118 Hezimmermann è un asteroide della fascia principale. Scoperto nel 1992, presenta un'orbita caratterizzata da un semiasse maggiore pari a 2,4125315 UA e da un'eccentricità di 0,1940002, inclinata di 2,05447° rispetto all'eclittica.